# 坚轴草属
坚轴草属（学名：Tenacistachya）是禾本科的一属。

## 下属物种
本属包括以下物种：
- 坚轴草 Tenacistachya sichuanensis L. Liou
- 小坚轴草 Tenacistachya minor L. Liou